# Ćuprija

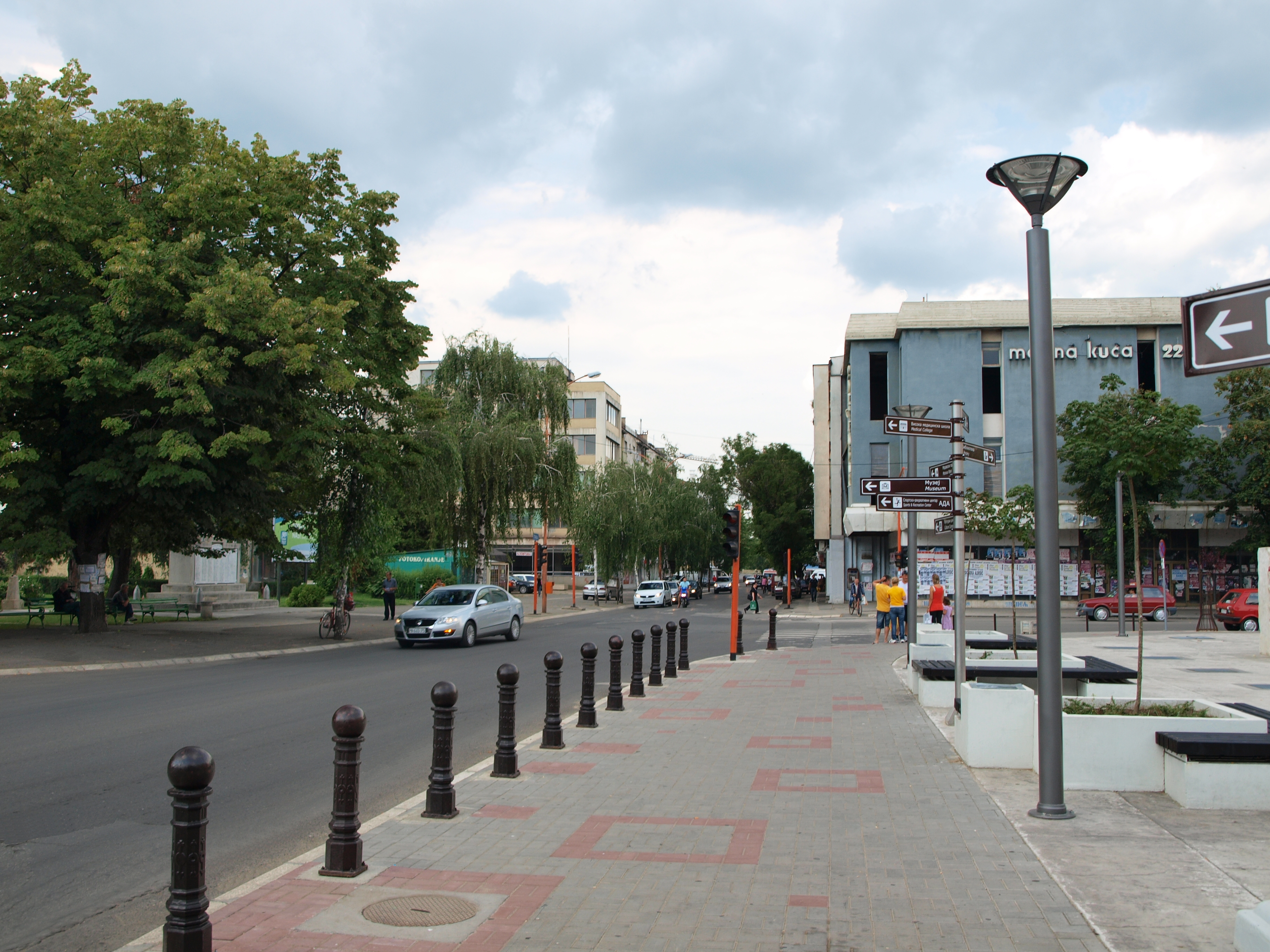
Huvudgatan i Ćuprija 2010

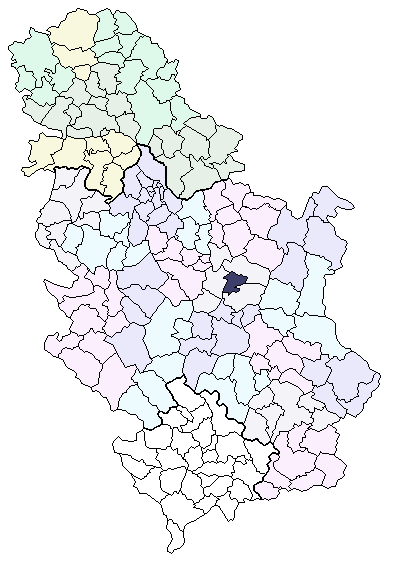
Ćuprija i Serbien

Ćuprija (kyrilliska: Ћуприја) är en stad i Serbien med 21 000 invånare (kommunen har 34 000), som ligger 150 km söder om Serbiens huvudstad Belgrad och 90 km norr om staden Niš.
"Ćuprija" kommer från det turkiska ordet "köprü" (bro) och staden fick det namnet under det Osmanska rikets ockupation av Serbien. Tidigare hette staden "Ravno", som på serbiska betyder "platt". 8 km öster om Ćuprija ligger serbisk-ortodoxa klostret Ravanica som byggdes 1381 av den serbiske tsaren Lazar Hrebeljanović.
Stadens centrum skadades svårt under Nato-bombningarna 1999. Vissa byggnader är fortfarande i ruiner.